# Estadio de Bloomfield
Bloomfield Stadium es un estadio de fútbol ubicado en Tel Aviv, Israel. Es la sede de los clubes Hapoel Tel Aviv, Maccabi Tel Aviv y Bnei Yehuda Tel Aviv. El estadio cuenta con capacidad para 29 400 espectadores.

## Historia
Bloomfield Stadium fue construido donde un día estuvo el Basa Stadium. Basa fue la casa del Hapoel Tel Aviv desde 1950 y a día de hoy siguen jugando en esa zona. La apertura del estadio data del 12 de octubre de 1962. El encuentro inaugural fue un Hapoel frente al FC Twente, de carácter amistoso.
En 1963, el rival del Hapoel, el Maccabi, se instaló en Bloomfield, después de disputar muchos partidos en el Maccabiah Stadium. En 2004, el Bnei Yehuda se muda también al estadio.
Hoy en día, Bloomfield es de los pocos estadios ubicados en Israel aceptados por la FIFA y UEFA para albergar finales.

## Puertas
- Puerta 1 - Sección vip.
- Puerta 2,13 - Zonas de asientos generales, una de las pocas zonas donde los asientos están numerados.
- Puerta 4,5 - Los hinchas del Hapoel se acomodan aquí. Cuando no juega el Hapoel, estas puertas sirves para el equipo visitante.
- Puerta 6,7 - Aficionados del Hapoel se instalan aquí, pero cuando no es el Hapoel quien juega, es usado por el equipo visitante.
- Puerta 8,9 - Los aficionados del Maccabi Tel Aviv y Bnei Yehuda se instalan en estas puertas. Durante partidos del Hapoel, estos asientos son usados por los aficionados visitantes.
- Puerta 10,11 - Puertas destinadas normalmente por a los ultras del Maccabi y otros grupos de hinchas. También puede ser usado por los equipos visitantes.